# Егоров, Евгений Дмитриевич
Евгений Дмитриевич Егоров (род. 26 ноября 1937) — советский хоккеист, нападающий. Тренер.

## Биография
12 сезонов (1955/56 — 1966/67) провёл в команде класса «А» «Химик» Воскресенск, в основном играя в звене с Анатолием Козловым и Юрием Морозовым. Затем два сезона играл за болгарский клуб «Металлург» («Кракра») Перник. В 1971—1975 годах — старший тренер СК им. Урицкого. В сезоне 1977/78 — главный тренер польского клуба «Напшуд Янув» Катовице.